# Van Zandt
Van Zandt az Amerikai Egyesült Államok északnyugati részén, Washington állam Whatcom megyéjében elhelyezkedő önkormányzat nélküli település.
Van Zandt postahivatala 1892 és 1955 között működött. A település névadója J. M. Van Zandt postavezető.

## Fordítás
- Ez a szócikk részben vagy egészben  a   Van Zandt, Washington című angol Wikipédia-szócikk ezen változatának fordításán alapul.  Az eredeti cikk szerkesztőit annak laptörténete sorolja fel. Ez a jelzés csupán a megfogalmazás eredetét és a szerzői jogokat jelzi, nem szolgál a cikkben szereplő információk forrásmegjelöléseként.